# Rosenwiller
Rosenwiller is een gemeente in het Franse departement Bas-Rhin (regio Grand Est) en telt 681 inwoners (2004). De plaats maakt deel uit van het arrondissement Molsheim.

## Geografie
De oppervlakte van Rosenwiller bedraagt 5,5 km², de bevolkingsdichtheid is 123,8 inwoners per km².
De onderstaande kaart toont de ligging van Rosenwiller met de belangrijkste infrastructuur en aangrenzende gemeenten.

## Demografie
Onderstaande figuur toont het verloop van het inwonertal (bron: INSEE-tellingen).